# 黑塔III 荒原的試煉
《荒原的試煉》（英語：The Waste Lands）是美國小說家史蒂芬·金於1991年所寫的長篇奇幻小說黑塔系列中的第三集。此集副標題為『救贖』。

## 劇情概要
故事開始於《三張預言牌》結尾後5個禮拜，羅蘭，蘇珊娜及艾迪正離開西海岸東行，進入了樹林，在與生化機器巨熊殺敵克戰鬥之後，他們發現了維持空間平衡的六光束之中的一條。三位槍客開始踏上了光束之徑進入中世界。
後來羅蘭一行人多了兩個新同伴，羅蘭死而復生的朋友，來自1977年的傑克·錢伯斯。及一隻非常聰明的學舌獸（一種外表介於狗和浣熊的動物，會像鸚鵡一樣重複人的話，有著長頸捲尾及可以縮回去的爪子的高智商動物），他們給了他一個名字叫仔仔。傑克從1977年的紐約藉由一棟叫做荷蘭丘的鬧鬼房子裡的一道門到達中世界羅蘭他們的所在地，通靈圈，在那裡，蘇珊娜以性為武器對付通靈魔，好讓它遠離正在刻鑰匙的艾迪，而那個鑰匙正是連接兩個世界的門的。
共業繼續沿著光束之徑行走，他們越過了一座很像紐約的喬治華盛頓大橋的橋來到了盧德，一個曾經擁有極度發達科技、但因某種戰爭而逐漸沒落的城市。在那裡，他們遇見一個名為嘉修的灰毛，他綁架了傑克。羅蘭和仔仔則跟蹤在後，穿過街道及下水道進入中心。
嘉修帶著傑克到達灰毛們聚集的房間，並見到了他們的頭目『滴答人』。『滴答人』對傑克的來歷很好奇，而且想從傑克那得知雙極電腦的使用方法。傑克則利用嘉修的過失，引發灰毛們之間的毆鬥。再加上仔仔的支援，傑克用『滴答人』的槍殺死了『滴答人』。羅蘭則在最後進入房間，殺死嘉修。
共業們在盧德城的火車站會合，該火車站停放著一輛單軌火車，名叫伯廉，擁有極高的智商、龐大的資料庫及精神異常的人工心智。同時，『長生不老客』（黑衣人曾在髑髏地警告羅蘭，如果要到達黑塔，一定要殺掉這個人）理查·芬寧成功救活了垂死的『滴答人』，並把它當僕人使喚。
共業們搭上火車伯廉後，伯廉立刻表示他的目的，他將帶著他們一起脫軌自殺，除非他們可以在謎語比賽中擊敗他。全書的結尾是羅蘭與共業們搭著伯廉快速穿越荒原，往終點站托佩卡前進。

## 十二個門戶與守護神
黑塔由六條光束支撐著，每條光束的兩端各有一個門戶，總共是十二個門戶，十二個守護神是被創造出來保護這十二個門戶的機器人。
- 熊－龜
- 馬－狗
- 兔－魚
- 象－狼
- 獅－鷹
- 鼠－蝙蝠

## 獎項
1992年，本書在軌跡獎最佳恐怖/黑暗奇幻小說類別得到第3名。